# Jean-Paul Roux
Jean-Paul Roux (Parigi, 5 gennaio 1925 – Saint-Germain-en-Laye, 29 giugno 2009) è stato uno storico, turcologo e islamista francese.
Si laureò all'Istituto nazionale delle lingue e civiltà orientali, alla École du Louvre e alla École Pratique des Hautes Études. Nel 1966 vinse un dottorato in letteratura a Parigi. Fu direttore della ricerca presso il CNRS dal 1957 al 1970, segretario scientifico per il dipartimento di Lingue orientali e civiltà dal 1960 al 1966, e insegnante di arte islamica presso l'École du Louvre. Fu commissario generale per le arti islamiche alla Orangerie delle Tuileries nel 1971 e al Grand Palais nel 1977.

## Opere
- La mort (la survie) chez les peuples altaïques anciens et médiévaux d'après les documents écrits (Maisonneuve et Larose, 1963)
- Faune et flore sacrées dans les sociétés altaïques (Maisonneuve et Larose, 1966)
- Les traditions des nomades de la Turquie méridionale. Contribution à l'étude des représentations religieuses des sociétés turques d'après les enquêtes effectuées chez les Yörük et les Tahtaci (Maisonneuve et Larose, 1969)
- Mustafa Kemal et la Turquie nouvelle (Maisonneuve et Larose, 1983)
- La Religion des Turcs et des Mongols (Payot, 1984)
- Histoire des Turcs (Fayard, 1984, réédit. 2000)
- Les Explorateurs au Moyen Âge (Fayard, 1985), écrit avec Sylvie-Anne Roux
- Babur. Histoire des Grands Moghols (Fayard, 1986)
- Le sang. Mythes, symboles et réalités (Fayard, 1988)
- Jésus (Fayard, 1989)
- Tamerlan (Fayard, 1991)
- Histoire de l'Empire mongol (Fayard, 1993)
- Le Roi. Mythes et symboles (Fayard, 1995)
- L'Asie centrale. Histoire et civilisation (Fayard, 1997).
- Montagnes sacrées, montagnes mythiques  (Fayard, 1999)
- Gengis Khan et l'Empire mongol (« Découvertes Gallimard » n° 422, 2002)
- La Femme dans l'histoire et les mythes (Fayard, 2004)
- Les Ordres d'Allah (Desclee de Brouwer,  2006)
- l'Histoire de l'Iran et des Iraniens (Fayard, 2006)
- Un choc de religions. La longue guerre de l'islam et de la chrétienté 622-2007 (Fayard, 2007)
- Dictionnaire des arts de l'Islam (Fayard, 2007), fruit d'un demi siècle d'études, de voyages et d'enseignement.